# Аква Марция
Аква Марция (Aqua Marcia) е третият и най-дългият акведукт от единадесетте в град Рим.
Започва от долоната на р. Аниене при селцето Marano Equo в Лацио. Построен e покрай Виа Латина. Дълъг е 91 км, при извора е на височина 318 м, а в Рим е висок 59 м. През 97 пр.н.е. дава на ден 187.600 кубикметра чиста студена вода на Рим.
Построен е между 144-140 пр.н.е. от претор Квинт Марций Рекс. Неговите наследници поставят през 1 век пр.н.е. част от Аква Марция на монети.